# A Decade Underground
A Decade Underground é um CD e uma coletânea musical em formato de download digital lançado em 10 de agosto de 2010 pela banda americana de rock Linkin Park para o seu fanclube oficial, o LP Underground. Esse foi o segundo álbum de compilação e o décimo-primeiro EP lançado pelo LP Underground. Este álbum é um dos álbuns lançados por ano pelo fã-clube.

## Contexto
O álbum contém dez faixas. Fora dessas dez faixas, nove são demos ou músicas menos conhecidas da banda. A única faixa é um cover ao vivo da banda Temple of the Dog com o vocalista principal Chris Cornell. O álbum apresenta faixas dos álbuns anteriores do LP Underground por ano.
A lista de faixas contém todas as faixas de suas músicas de compilação lançadas no Songs from the Underground (2008) na mesma ordem e também inclui as faixas "Across the Line" e "Pretend to Be" como faixas extras.

## Antecedentes
"And One" (Faixa 3) e "Part of Me" (Faixa 8) estão incluídos no LP Underground 1.0 (Hybrid Theory EP), foram criados na época em que o grupo ainda se chamava Hybrid Theory. Ambas as música foram lançadas em 28 de novembro de 2008 no EP Songs from the Underground.
"Dedicated" (Demo 1999) (5ª faixa) foi incluído no EP LP Underground 2.0 e também foi incluído no EP Songs from the Underground.
"Sold My Soul to Yo Mama" (4ª faixa) está incluído no LP Underground 4.0, contém amostras de "Points of Authority" e "Papercut" que originalmente apareceram no primeiro álbum de estúdio da banda, Hybrid Theory (2000). A música originalmente apareceu em Songs from the Underground.
"Announcement Service Public" (1ª faixa) e "QWERTY" (2ª faixa) estão incluídos no LP Underground 6.0. Ambas as faixas originalmente apareceram em Songs from the Underground.
"My December (Live 2008) [Versão de piano]" (7ª faixa) em 2008, que pode ser ouvida em Songs from the Underground.
O cover de Temple of the Dog da canção "Hunger Strike" interpretada por Chris Cornell com o vocalista Chester Bennington, pode ser ouvido em Songs from the Underground.
"Across the Line" (9ª faixa) pode ser ouvido no LP Underground 9: Demos.
"Pretend to Be" (10ª faixa) pode ser ouvida no LP Underground X: Demos que foi lançado originalmente em 17 de novembro de 2010 pela Machine Shop e o pelo site oficial do LPU.

## Faixas
Faixas do CD
| N.º            | Título                                                                                         | Compositor(es)                                                       | Duração |  |
| 1.             | "Announcement Service Public"                                                                  | Linkin Park                                                          | 2:26    |  |
| 2.             | "QWERTY (Versão de estúdio)"                                                                   | Linkin Park                                                          | 3:23    |  |
| 3.             | "And One"                                                                                      | Mike Shinoda, Joe Hahn, Brad Delson, Chester Bennington, Rob Bourdon | 4:31    |  |
| 4.             | "Sold My Soul to Yo Mama"                                                                      | Joe Hahn, Chester Bennington, Mike Shinoda                           | 1:59    |  |
| 5.             | "Dedicated (Demo 1999)"                                                                        | Mike Shinoda, Joe Hahn, Brad Delson, Chester Bennington              | 3:13    |  |
| 6.             | "Hunger Strike (Temple of the Dog cover) (Live 2008 - Chris Cornell part. Chester Bennington)" | Chris Cornell                                                        | 4:15    |  |
| 7.             | "My December (Live 2008) [Versão de piano]"                                                    | Mike Shinoda                                                         | 4:15    |  |
| 8.             | "Part of Me"                                                                                   | Mike Shinoda, Joe Hahn, Brad Delson, Chester Bennington, Rob Bourdon | 12:43   |  |
| 9.             | "Across the Line (Unreleased Demo 2007)"                                                       | Linkin Park                                                          | 3:11    |  |
| 10.            | "Pretend to Be (Unreleased Demo 2008)"                                                         | Linkin Park                                                          | 3:55    |  |
| Duração total: | Duração total:                                                                                 | Duração total:                                                       | 43:00   |  |